# 虎跑泉

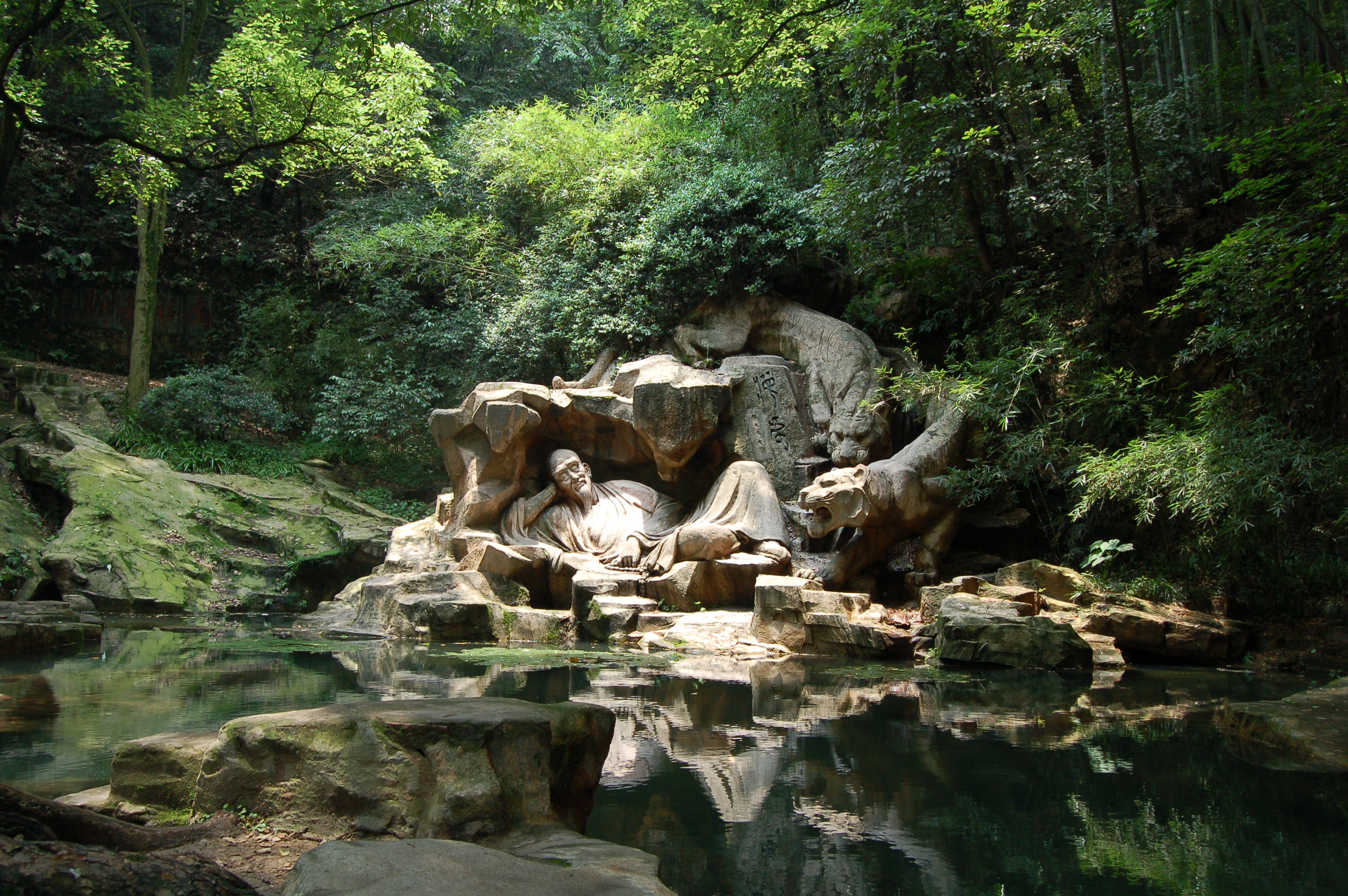
虎跑梦泉

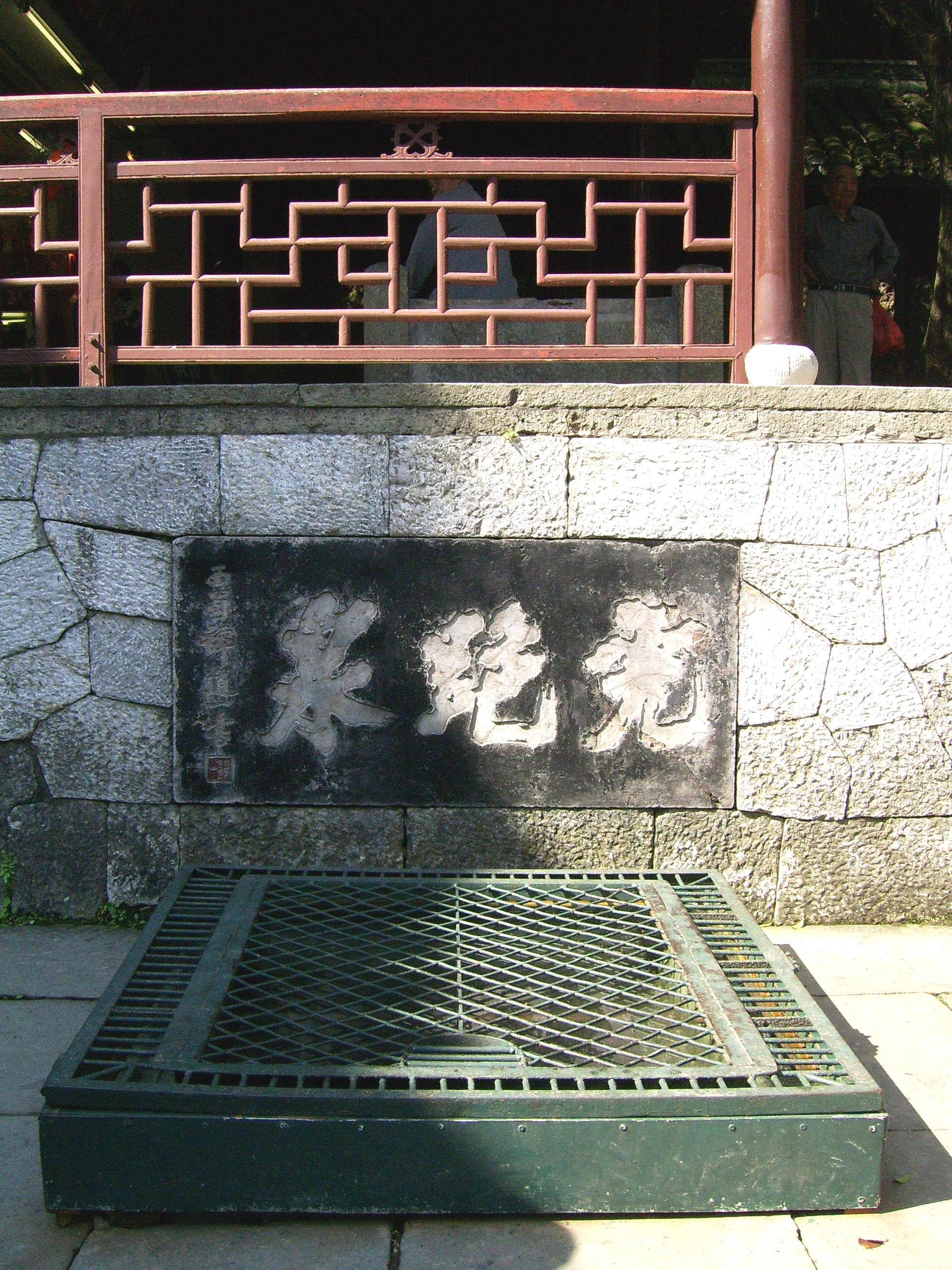
虎跑泉的泉眼

虎跑泉是位于浙江省杭州的一处泉水。用虎跑泉水泡龙井茶被认为是最佳的搭配。“虎跑梦泉”为新西湖十景之一。
虎跑泉周围还有济公道院和弘一法师纪念馆。